# دينيس جونسون
دينيس واين جونسون (بالإنجليزية: Dennis Johnson) (18 سبتمبر 1954 - 22 فبراير 2007)هو لاعب كرة سلة أمريكي محترف لعب في دوري الرابطة الوطنية لكرة السلة من 1976 - 1990.

## حياته
ولد 18 سبتمبر 1954 في مقاطعة سان بيدرو في ولاية كاليفورنيا بدأ مع دوري الرابطة الوطنية لكرة السلة عندما كان في جامعة بيبردن في مقاطعة ماليبو عندما وقع عليه الاختيار من سياتل سوبرسونيكس عام 1976وبعد موسمين قاد فريق سياتل سوبرسونيكس لأول لقب الرابطة الوطنية لكرة السلة في تاريخه في عام 1979 أمام واشنطن ويزاردز، وفي موسم 1980 انتقل إلى فينيكس صنز ولعب إلى موسم 1983 وانتقل بعدها إلى بوسطن سلتكس وحقق معهم لقب دوري الرابطة الوطنية لكرة السلة مرتان موسمي 1984 - 1986 واستمر إلى موسم 1990 واعتزل اللعبة نهائيا. وفي موسم 2003 بدأ مشواره التدريبي مع بوسطن سلتكسو لوس أنجلس كليبرز.

## وفاته
توفي في 22 فبراير 2007 في مدينة أوستن في ولاية تكساس عن عمر يناهز 52 نتيجة إصابته بأزمه قلبية.

## روابط خارجية
- دينيس جونسون على موقع إن بي أي (الإنجليزية)
- دينيس جونسون على موقع سبورتس رفرنس (الإنجليزية)
- دينيس جونسون على موقع كلية كرة السلة في سبورتس رفرنس.كوم (الإنجليزية)
- دينيس جونسون على موقع ريلجم (الإنجليزية)
- دينيس جونسون على موقع بروبوليرز (الإنجليزية)
- دينيس جونسون على موقع سبورتس رفرنس (الإنجليزية)